# Teri Weigel
Pour les articles homonymes, voir Weigel.
Teri Weigel, née le 24 février 1962 à Fort Lauderdale, est une playmate, actrice traditionnelle et pornographique américaine.

## Biographie
Selon les agents de presse, elle est la troisième enfant d'une famille de cinq. Elle grandit à Deerfield Beach où elle reçoit une éducation catholique. Elle commence le mannequinat pendant son adolescence puis part pour New York où elle signe dans une grande agence de mode. Elle pose pour des marques de lingerie, notamment ''Saks Incorporated".
Elle se fait ainsi remarquer par Playboy et apparaît dans plusieurs numéros. Elle est la playmate du mois d'avril 1986. Elle travaille avec ce magazine pendant deux ans. Elle épouse Murrill Maglio en décembre 1986. Il devient son manager. Par ailleurs, elle joue des seconds rôles dans des films traditionnels comme Meurtre à Hollywood (titre original : Sunset) avec Bruce Willis en 1988 ou Predator 2 en 1990. Le fait que Playboy n'aide pas Teri à promouvoir ces films provoque leur divorce.
Teri, se voyant proposer de moins en moins de rôles traditionnels, décide de se tourner vers le X à 29 ans (en 1991), ce qui est relativement tardif vu les habitudes de ce milieu. C'est la première et, à cette date, la seule playmate Playboy à effectuer ce saut. Elle devient alors persona non grata chez Playboy. Se servant de sa notoriété de playmate et se faisant grossir la poitrine (elle passe du 34B au 34DD en 1993), elle devient rapidement une des stars du milieu de la pornographie au même titre que Savannah. Elle tourne alors dans de nombreux films, pose dans plusieurs magazines pour adultes et se produit dans des spectacles de striptease. Elle travaille quelque temps au Moonlite Bunny Ranch brothel en 1998.
Elle fait partie de XRCO Hall of Fame depuis 2002 et de l'AVN Hall of Fame depuis 2005.

## Filmographie sélective
- 1987 : Poupées de chair de John Quinn : Pam Bently
- 1988 : Glitch! de Nico Mastorakis : Lydia
- 1988 : Meurtre à Hollywood
- 1988 : Return of the Killer Tomatoes! de John De Bello : Matt's playmate
- 1988 : Mariés, deux enfants (série télévisée) : Jade (4 épisodes)
- 1989 : 227 (série télévisée) : Gorgeous Girl (1 épisode)
- 1989 : Savage Beach d'Andy Sidaris : Anjelica
- 1989 : The Banker de William Webb : Jaynie
- 1989 : Night Visitor de Rupert Hitzig : Victim in Cellar
- 1989 : Far from Home de Meiert Avis (en) : Woman in Trailer
- 1990 : Désigné pour mourir (Marked for Death) de Dwight H. Little : fille sexy #2
- 1990 : Predator 2 de Stephen Hopkins : fille colombienne
- 1991 : Masquerade (Bassi istinti) de Silvio Bandinelli
- 1992 : Innocent Blood de John Landis : danseuse du Melody Lounge
- 2002 : Le Journal intime d'un homme marié (série télévisée) : Dolly
- 2009 : Mister Dissolute de Mark Baranowski : Cheryl

### X
- Teri's Fantasies (1993)
- I Dream of Teri (1993)
- Teri Weigel: Centerfold (1998)
- American Bukkake 7 (1999)
- All Pissed Off 5 (2000)
- Cap'n Mongo's Porno Playhouse (2000)
- Buttman at Nudes a Poppin' 9 (2000)
- The Gangbang 2000 (2000)
- Girls Home Alone 11 (2000)
- Buttman at Nudes a Poppin' 12 (2001)
- Friends & Lovers 3 (2001)
- Virtual Sex with Teri Weigel (2002)
- Talk Dirty to Me 14 (2002)
- Anal Obsession (2002)
- Beach Bash (2002)
- Southern California Sluts 5 (2003)
- Jewel De'Nyle's Last Movie (2004)
- Porn Star Station 4 (2005)
- Breast Obsessed (2006) (compilation)
- American MILF: The Movie (2007)
- MILF Hunter 5 (2008)
- Masturbation Nation 4 (2009)
- Cougar Club 2 (2010)
- Lesbian Babysitters 5 (2011)
- Legends and Starlets 6 (2012)
- Big Tit Kittens, MILF's and Cougars (2013)
- Legendary Players: Seasoned to Perfection (2014)
- Hot MILFs (2017)
- Mommy's A Lesbian (2018)